# Diagramme de définition de bloc
Un diagramme de définition de bloc permet d’exprimer la structure d’un système, d’un sous-système ou d’un composant. Les blocs peuvent représenter des entités physiques ou logiques (à définir dans le métamodèle). Ils sont décomposables et peuvent posséder des propriétés et un comportement. Ils permettent aussi de représenter les flux mécaniques.